# Cavalleria rusticana

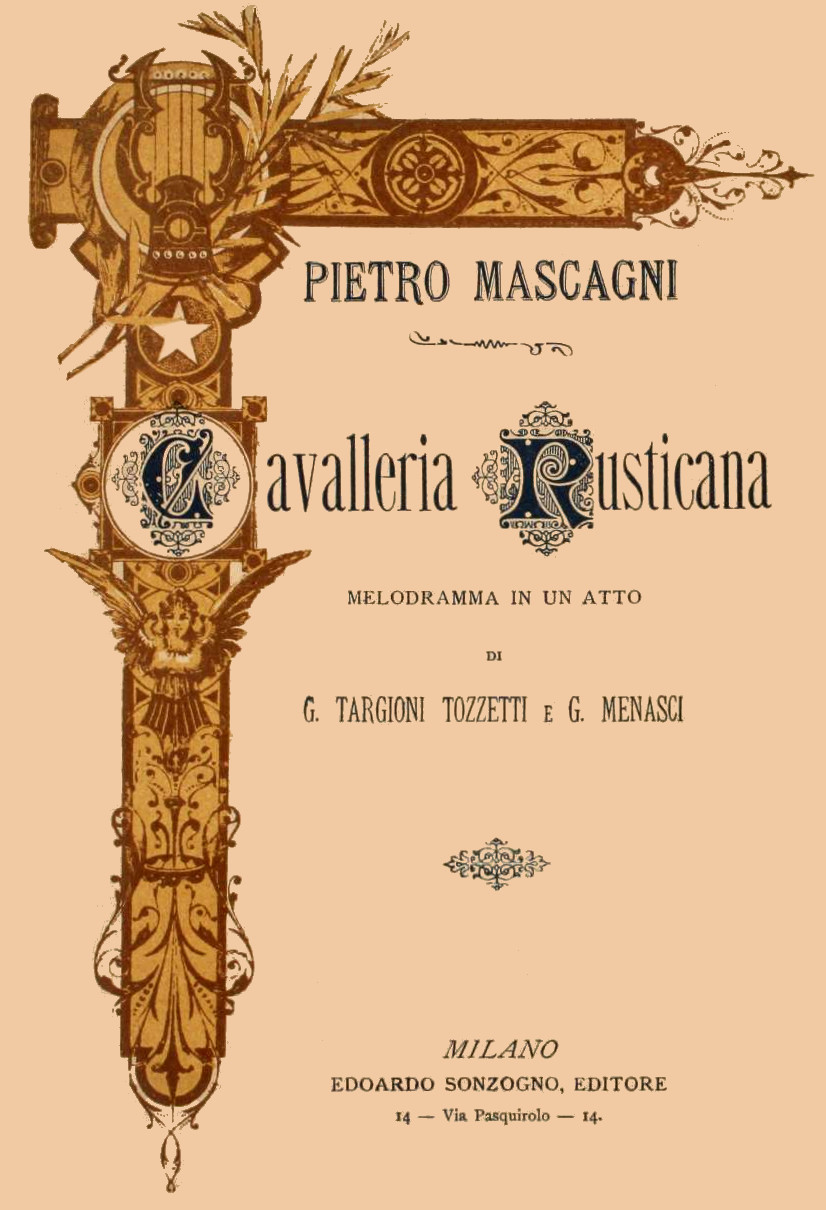

Cavalleria rusticana (tiếng Việt: Hiệp sĩ đạo giản dị) là vở opera 1 màn của nhà soạn nhạc người Ý Pietro Mascagni. Những người viết lời cho tác phẩm đó là Giovanni Targioni-Tozzetti và Guido Menasci. Cả hai đã chuyển thể từ một vở kịch và truyện ngắn của Giovanni Verga. Đây là vở opera đậm chất verismo (chủ nghĩa hiện thực). Vở opera được trình diễn lần đầu tiên vào ngày 17 tháng 5 năm 1890 tại Teatro Costanzi của Rome. Vở opera này đã giúp cho Mascagni giành giải nhất trong cuộc thi do Nhà xuất bản Sonzono tài trợ tổ chức vào năm đó, khiến ông trở nên nổi tiếng trên thế giới. Chỉ trong vòng 40 năm, tác phẩm được trình diễn tới 13000 lần. Từ năm 1893, tác phẩm cùng với Pagliacci của Ruggiero Leoncavallo trở thành một cặp. 

## Âm thanh
| Vở opera Cavalleria Rusticana của Mascagni, bản Intermezzo Sinfonico |  |
|                                                                      |  |
|                                                                      |  |